# Auguste Hoël
Auguste Hoël (17 luglio 1890 – 6 gennaio 1967) è stato un ginnasta francese.

## Palmarès

### Olimpiadi
- 1 medaglia:
  - 1 bronzo (Anversa 1920 nel concorso a squadre)